# Jezerce pri Šmartnem
Jezerce pri Šmartnem (pronuncia [jɛˈzeːɾtsɛ pɾi ˈʃmaːɾtnɛm]) è un insediamento (naselje) di 65 abitanti, della municipalità di Celje nella regione della Savinjska in Slovenia.
L'area faceva tradizionalmente parte della regione storica della Stiria, ora invece è inglobata nella regione della Savinjska.

## Nome
Il nome dell'insediamento è stato cambiato da Jezerce a Jezerce pri Šmartnem nel 1953.